# Convoi HX 16
Le convoi HX 16 est un convoi passant dans l'Atlantique nord, pendant la Seconde Guerre mondiale. Il part de Halifax au Canada le 14 janvier 1940 pour différents ports du Royaume-Uni et de la France. Il arrive à Liverpool le 28 janvier 1940.

## Composition du convoi
Ce convoi est constitué de 25 cargos :
- Royaume-Uni : 19 cargos
- France : 2 cargos
- Grèce : 2 cargos
- États-Unis : 2 cargos

## L'escorte
Ce convoi est escorté en début de parcours par :
- les destroyers canadiens : NCSM Saguenay et HMCS Ottawa
- le cuirassé britannique : HMS Malaya

## Le voyage
Les deux destroyers canadiens font demi tour le 14 janvier. Le cuirassé reste seul pour la traversée jusqu'au 23 janvier. Le 25 janvier, les destroyers HMS Venetia (en) et HMS Windsor (en) reprennent l'escorte jusqu'à l'arrivée.
Le convoi arrive sans problème.